# Eberhard Dahlhaus
Eberhard Dahlhaus (24 de Julho de 1920 - 30 de Agosto de 1943) foi um comandante de U-Boot que serviu na Kriegsmarine durante a Segunda Guerra Mundial.